# Philippe Lasry
Pour les articles homonymes, voir Lasry.
Philippe Lasry est un scénariste et réalisateur français.

## Biographie
Philippe Lasry a été champion junior en équitation de saut d’obstacles avant de devenir comédien et metteur en scène de théâtre.
Scénariste et dialoguiste pour le cinéma, il codirige le département Scénario de la Fémis avec Yves Thomas. 
Il a réalisé plusieurs courts métrages et documentaires.

## Filmographie partielle

### Scénariste
- 1994 : Le Dernier Voyage de Bruno Gantillon (TV)
- 1999 : Manège de Charlotte Brandström (TV)
- 2000 : La Confusion des genres de Ilan Duran Cohen
- 2000 : La Double Vie de Jeanne de Henri Helmann (TV)
- 2002 : Fais-moi des vacances de Didier Bivel
- 2003 : Le Ventre de Juliette de Martin Provost
- 2004 : Les Fautes d'orthographe de Jean-Jacques Zilbermann
- 2007 : Candidat libre[3] de Jean-Baptiste Huber (TV)
- 2008 : Le Plaisir de chanter[4] de Ilan Duran Cohen
- 2009 : La Guerre des Saintes[5] de Giordano Gederlini (TV)
- 2013 : Berthe Morisot[6] de Caroline Champetier (TV)
- 2014 : La Pièce manquante de Nicolas Birkenstock (collaboration)
- 2024 : Mon pire ennemi[7] de Mehran Tamadon (collaboration)

### Réalisateur et scénariste
- 2000 : Mon prince viendra (CM)
- 2003 : Un mariage (CM)
- 2003 : Mon corps n'en fait qu'à sa tête[8] (documentaire TV)
- 2006 : Le Coucou (CM)
- 2009 : Faire avec
- 2010 : Dans le cadre[9] (CM)
- 2013 : Rêves de chien (CM) - coréalisatrice Virginie Legeay
- 2014 : Chat[10],[11] (CM)
- 2018 : L'Îlot Ferragus - une histoire du Grand Paris[12],[13] (documentaire TV)
- 2021 : Les Cahiers du cinéma - la création d'une empreinte[14] (documentaire TV)
- 2023 : Tous ensemble ![15] (documentaire TV)
- 2023 : L'Alphabet d'Annabelle (documentaire)
- 2024 : Patrice Leconte, le regardeur [16](documentaire TV)
- 2025 : Ados et Citoyens [17] (documentaire TV)

## Publication
- 2020 : De l'idée au scénario[18], écrit avec Yves Thomas

## Distinctions
- 2011 : Premier prix du court métrage au Festival des films du monde de Montréal pour Dans le cadre[19]
- 2016 : Best Narrative Short film au RiverRun International Film Festival pour Chat[20]